# 田中良三郎
田中良三郎（1894年—1970年），日本陸軍少將、二戰戰犯。

## 生平
1941年時官至大佐，擔任日本陸軍第38師團第229聯隊隊長入侵香港。1947年，因戰時在香港犯下2項殺害虐待盟軍戰俘罪名，被香港軍事法庭判入獄20年。1957年1月1日，提早出獄。1970年逝世。